# Priznanje Kazimir Humar
Priznanje Kazimir Humar od leta 2004 podeljujejo goriške ustanove Zveza slovenske katoliške prosvete, Kulturni center Lojze Bratuž in Združenje cerkvenih pevskih zborov Gorica v spomin na priznanega duhovnika, publicista, prosvetnega delavca, ustanovitelja in voditelja verskih ter kulturnih organizacij, ki je imel izjemno pomembno vlogo na področju verskega in kulturnega življenja na Goriškem, da ne bi njegov zgled in njegovo delo prešla v pozabo.
Priznanje lahko prejmejo društva, organizacije ali posamezniki, ki delujejo na Goriškem in ki so s svojim delom prispevali k razvoju kulturnih dejavnosti ali za izjemne dosežke v organizacijskem delu. Priznanje se podeli za ustvarjalne dosežke, prispevke k razvoju ljubiteljskih kulturnih dejavnosti, za publicistično delo in za izjemne dosežke pri organizacijskem delu na kulturnem področju. Strokovna komisija, ki jo sestavljajo predstavniki omenjenih organizaciji, določa vsakoletne prejemnike priznanja.

## Prejemnikipriznanja Kazimir Humar
- 2024 - Marko Brajnik[2]
- 2023 - Andrej Kosič[3]
- 2022 - Marinka Lasič[4]
- 2021 - Marija Češčut[5]
- 2020 - Damjan Paulin[6]
- 2019 - glasilo Števerjanski vestnik (ob 50-letnici)[7]
- 2018 - Karl Bonutti[8]
- 2017 - Oskar Simčič, Marijan Markežič in Niko Klanjšček[9][10][11]
- 2016 - Danijel Čotar in Otroški pevski zbor F. B. Sedej iz Števerjana (ob 40-letnici delovanja)[12][13]
- 2015 - Ivo Kovic in Štandreški cerkveni pevski zbor ter Mešani pevski zbor Štandrež (ob 140-letnici delovanja)[14]
- 2014 - Marijine sestre čudodelne svetinje (ob 70-letnici prihoda redovnic v Gorico in 50-letnici Doma Marije Kraljice)[15]
- 2013 - Mariza Perat[16]
- 2012 - Ivanka Jermol Zavadlav in mešani pevski zbor Frančišek Borgija Sedej iz Števerjana
- 2011 - mešani pevski zbor "Lojze Bratuž" iz Gorice (ob 60-letnici delovanja)[17]